# Onofre Marimón
Onofre Marimón (ur. 19 grudnia 1923 w Zárate, zm. 31 lipca 1954 w Nürburgu) – argentyński kierowca Formuły 1.
Marimón zginął podczas treningów do Grand Prix Niemiec w 1954 roku, stając się pierwszym śmiertelnie rannym kierowcą w historii Formuły 1.
Maserati Marimóna podczas kwalifikacji do Grand Prix Niemiec na torze Nürburgring wypadło na zakręcie Wehrseifen po tym, jak próbując poprawić swój czas, stracił kontrolę nad bolidem; nie zdołał pokonać ostrego zakrętu (prawdopodobnie zawiódł układ hamulcowy), jego bolid przekoziołkował kilka razy i przygniótł go; zdołał przyjąć jeszcze sakrament namaszczenia chorych od katolickiego księdza, a po kilku minutach od momentu, gdy ekipa ratunkowa uwolniła go, zmarł.
Na znak żałoby dwaj kierowcy Maserati: Luigi Villoresi i Ken Wharton zrezygnowali ze startu.
Marimón pojechał w 11 wyścigach (był zgłoszony do 12 Grand Prix) w sezonach 1951, 1953 oraz 1954. Zdobył łącznie 8 punktów. Ani razu nie zdobył pole position, ale za to dwa razy stanął na podium (trzecie miejsca w Grand Prix Belgii 1953 i w Grand Prix Wielkiej Brytanii 1954). Ukończył zaledwie trzy wyścigi.